# Wrocławski Klub Sportowy Śląsk Wrocław
Il Wrocławski Klub Sportowy Śląsk Wrocław (it. Club sportivo breslaviese Slesia Breslavia), noto come Śląsk Wrocław (pronuncia polacca [ˈɕlɔ̃sk ˈvrɔtswaf]) e in italiano in Śląsk Breslavia, è una società polisportiva polacca di Breslavia, fondata nel 1947 e nota soprattutto per le sezioni cestistica e calcistica. 
La squadra di calcio dello Śląsk Wrocław milita nella Ekstraklasa, la massima serie del campionato polacco di calcio, e vanta nel proprio palmarès due campionati polacchi, due Coppe di Polonia, una Coppa di Lega polacca e due Supercoppe di Polonia. Lo Śląsk Wrocław ha giocato nella massima serie polacca dal 1964 al 1969, dal 1973 al 1993, dal 1995 al 1997 (quando si ritirò dopo 32 giornate della stagione 1996-1997), dal 2000 al 2002 e nuovamente dal 2008.

## Storia

### Esordi
Nel 1946, la Oficerską Szkołę Saperów (Scuola degli ufficiali zappatori) fu trasferita da Przemyśl a Breslavia. Il 18 marzo 1946 fu fondata una società polisportiva militare, il Pionierzy Wrocławia (Pionieri di Breslavia), poi divenuto Klub Sportowy Pionier (Club sportivo Pionieri), con l'introduzione di sezioni di calcio, hockey, boxe e canottaggio.
La sezione calcistica del Pionier iniziò a competere nella Klasa B della Bassa Slesia. Terminò al primo posto il campionato nel 1946-1947 e fu promosso nella Klasa A della Bassa Slesia. Nel 1947 la scuola di fanteria numero 1 si trasferì da Cracovia a Breslavia (questa scuola era stata costituita nel giugno del 1943 a Rjazan', 200 km a sud-est di Mosca, come Scuola divisionale Cadetti e nel 1945 si era trasferita a Cracovia). La Scuola divisionale Cadetti (in polacco Dywizyjna Szkoła Podchorążych) fu affiancata da un club sportivo omonimo, la cui sede era poco distante da quella della scuola. La data di creazione del club non è nota, ma sicuramente esisteva già a Cracovia. Nel 1947 Pionier e Podchorążak si fusero dando vita dell'attuale Wrocławski Klub Sportowy Śląsk Wrocław, in breve WKS Śląsk Wrocław, tuttavia, tenendo conto che dopo la fusione il club militò nella Klasa A della Bassa Slesia, in cui era stato promosso nella stagione precedente come Klub Sportowy Pionier, la fondazione del sodalizio dovrebbe, a rigore, risalire al 18 marzo 1946.

### 1947-1956
Nella stagione 1947-1948 il club chiuse il campionato di Klasa A della Bassa Slesia al sesto posto. Nella stagione 1948-1949 cominciò il campionato di Klasa A della Bassa Slesia con il nome di Pionier, ma nell'aprile del 1949 cambiò nome in Legia Wrocław, chiudendo nuovamente il torneo al sesto posto.
Nella stagione 1949-1950 militò ancora in Klasa A e nel dicembre 1950 il CWKS Wrocław si trovava al terzo posto della classifica. Non si unì al campionato di primavera, perché nel gennaio del 1951 la II liga, all'epoca la seconda divisione polacca (oggi la denominazione II liga è usata per la terza divisione), fu allargata a quattro gruppi (32 squadre) e grazie a questo la squadra di Breslavia, con il nome OWKS, iniziò a competere nella II liga.
La I liga e la II liga (all'epoca la prima e la seconda divisione nazionale) adottarono poi il periodo di svolgimento primavera-autunno. Al debutto nella II liga, l'OWKS in 14 partite raccolse solo 4 punti, finendo all'ottavo e ultimo posto nel proprio gruppo e retrocedendo così nella classe provinciale riformata, cioè nella precedente Klasa A. Nella stagione 1952, nella divisione provinciale, l'OWKS vinse il proprio girone, poi superò lo Spójnia Lubań Śląski e divenne campione della Bassa Slesia. Nel 1952 fu introdotto un nuovo sistema di promozioni e retrocessioni dalla II liga. La squadra seconda classificata nella lega fu ammessa a due partite di spareggio contro il campione del distretto: il 16 novembre 1952 l'OWKS Wrocław (campione della Bassa Slesia) affrontò il Pafawag Stal Wroclaw (squadra della II liga) e lo batté per 3-1 (due reti di Lizurka e una Kajdasz per i primi). Il 23 novembre 1952 il Pafawag Stal Wrocław fu sconfitto nuovamente dall'OWKS Wrocław per 0-1 (autogol). Nonostante queste vittorie contro il Pafawag, l'OWKS Wrocław non ottenne la promozione nella II liga perché fu deciso che dalla stagione seguente, quella del 1953, il numero di squadre del campionato sarebbe stato ridotto: il numero delle partecipanti al torneo fu ridotto da 40 a 14 squadre, quindi 26 squadre della lega furono trasferite nella neocostituita III liga, la terza divisione (oggi la denominazione III liga è usata per la quarta serie).
Nel 1953 l'OWKS militò nella III liga (girone di Breslavia-Opole) e alla fine ottenne il terzo posto. Nel 1954, stante la riorganizzazione dello sport militare, la squadra di calcio dell'OWKS non si iscrisse al campionato. Un anno dopo militò nuovamente nella girone di Breslavia-Opole della III lega e raggiunse il quarto posto. La stagione del 1956 si rivelò una svolta: il CWKS Wrocław ottenne il primo posto nella terza edizione del girone di Breslavia-Opole della III lega, piazzamento che permise al club di accedere allo spareggio per la promozione in II liga. La vittoria nello spareggio consentì al CWKS Wrocław di centrare la promozione.

### 1957-1964
Nel 1957 il club cambiò nome in Wrocławski Klub Sportowy Śląsk Wrocław  (Club sportivo breslaviese Slesia Breslavia), continuando a militare nella II liga. La stagione fu buona e si chiuse a poca distanza in classifica dal Polonia Bydgoszcz, che ottenne la promozione. Lo Śląsk ebbe inoltre la miglior difesa di tutto il campionato (gironi settentrionale e meridionale). Nella stagione successiva anche lo Śląsk, squadra militare, combatté per la promozione. Il compito era difficile perché le avversarie erano squadre stabili con un passato prestigioso, il Pogoń Stettino e il Lech Poznań. Non riuscendo a superare il Pogon, lo Śląsk Wrocław dovette accontentarsi nuovamente del secondo posto, proprio come l'anno precedente, pur avendo il migliore attacco del campionato (56 gol) e avendo fatto registrare delle goleade, come in occasione della vittoria per 8-0 contro il Warta Poznań.
La stagione 1959 si rivelò più negativa, ma lo Śląsk chiuse comunque al quarto posto, mentre nel 1960, stagione in cui per la promozione diretta era sufficiente il secondo posto, chiuse piazzandosi a metà classifica. Anche nel 1961 il rendimento fu altalenante e non permise di andare oltre una posizione di media classifica, l'ottava piazza, unita a un'eliminazione inaspettata in Coppa di Polonia (2-3 contro il Górnik Świętochłowice).
Nel 1962 furono ripristinati due gironi di II lega, questa volta ridotti, rendendosi necessaria la disputa di una breve stagione per consentire il passaggio al formato autunno-primavera dalla stagione successiva, a partire dalla seconda metà dell'anno solare. Lo Śląsk ottenne il terzo posto nel campionato che vide il Pogoń Szczecin ottenere la promozione. La prima stagione nel sistema autunno-primavera, quella del 1962-1963, fu chiusa dalla squadra al sesto posto. La stagione 1963-1964 si rivelò storica per il club di Breslavia, che ottenne con autorevolezza e per la prima volta la promozione nella I liga. In 30 partite,ì la WKS ne perse solo 3 e ne vinse 19, ottenendo 46 punti, 7 più di 3 squadre (all'epoca erano assegnati 2 punti per vittoria). A questo si aggiunse una solida difesa, capace di subire solo 14 gol, quasi la metà del Zawisza Bydgoszcz, che aveva la seconda migliore retroguardia.

### 1965-1973
Pur essendo una delle più grandi città della Polonia, Breslavia dovette attendere a lungo per avere una propria squadra nella massima divisione calcistica polacca, esattamente due decenni. La prima partita dello Śląsk in massima serie fu contro il Szombierki Bytom e si concluse con una sconfitta per 0-3. Il primo gol dello Śląsk in massima serie porta la firma di Joachim Stachuła, nella partita vinta per 2-1 contro la Gwardia Warszaw. I primi anni in massima serie si chiusero con salvezze a metà classifica o in posizioni leggermente più basse. Nel 1969 vi fu la prima retrocessione in II liga. Dopo aver sfiorato la caduta in terza serie nel 1971, lo Śląsk centrò la promozione nel 1973, tornando così in massima serie.
La seconda metà degli anni '70 e l'inizio degli anni '80 del XX secolo sono considerati il periodo migliore nella storia del club, che ottenne un titolo nazionale e piazzamenti di vertice in campionato e Coppa di Polonia, affluenza di pubblico da record, buoni risultati delle squadre giovanili e soddisfazioni nelle coppe europee. Lo Śląsk chiuse il campionato nei primi tre posti per cinque volte, vincendo per la prima volta il campionato polacco nel 1976-1977, sotto la guida del tecnico Władysław Żmuda.

### Anni 2010
Avendo chiuso il campionato 2010-2011 al secondo posto, lo Śląsk Wrocław guadagnò la qualificazione all'Europa League, dove eliminò Dundee Utd e Lokomotiv Sofia, prima di essere eliminato dal Rapid Bucarest nel turno di play-off.
Nella stagione 2011-2012 lo Śląsk raggiunse la vetta della classifica del campionato e all'ultima giornata, il 6 maggio 2012, si aggiudicò il secondo titolo della propria storia grazie a una vittoria per 1-0 contro i campioni in carica del Wisła Cracovia (con rete di Rok Elsner, capocannoniere del torneo), vincendo così il campionato con un punto di vantaggio sugli slesiani del Ruch Chorzów e tre punti sul Legia Varsavia.
Nell'annata 2012-2013, in UEFA Champions League lo Śląsk eliminò il Budućnost e fu eliminato dall'Helsingborg, retrocedendo in Europa League, dove fu eliminato dall'Hannover 96.

## Strutture

### Stadio
Fino al 2011 la sede delle partite interne era lo stadio Oporowska, inaugurato nel 1926, quando Breslavia faceva parte della Germania, e sede delle partite interne del Breslauer SpVgg 02 (BSV 02) fino al 1945. Per le partite valide per le coppe europee negli anni '70 e '80, lo Śląsk si trasferiva nello Stadio olimpico di Breslavia. Il nuovo stadio municipale (in polacco Stadion Miejski), costruito per ospitare il campionato d'Europa 2012, è la sede delle partite interne dalla stagione 2011-2012.

## Statistiche e record

### Statistiche nelle competizioni UEFA
Tabella aggiornata alla stagione 2024-2025.
| Competizione                             | Partecipazioni | G  | V  | N  | P  | RF | RS |
| ---------------------------------------- | -------------- | -- | -- | -- | -- | -- | -- |
| Coppa dei Campioni/UEFA Champions League | 2              | 6  | 1  | 1  | 3  | 5  | 12 |
| Coppa delle Coppe                        | 2              | 8  | 4  | 2  | 2  | 10 | 5  |
| Coppa UEFA/UEFA Europa League            | 8              | 36 | 11 | 11 | 14 | 53 | 70 |
| UEFA Conference League                   | 2              | 10 | 5  | 1  | 4  | 19 | 17 |

## Palmarès

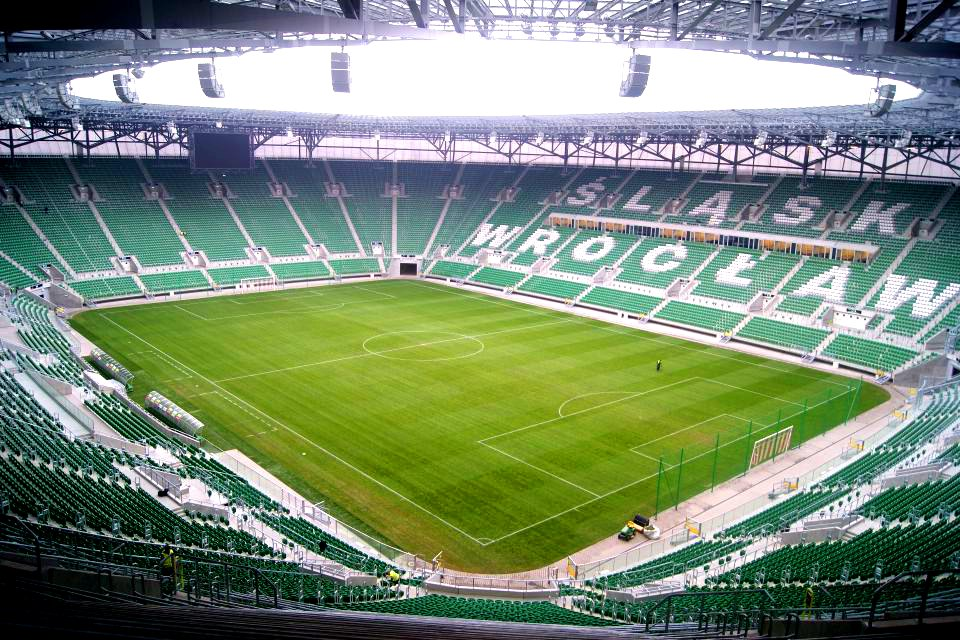
Stadion Miejski (Breslavia)

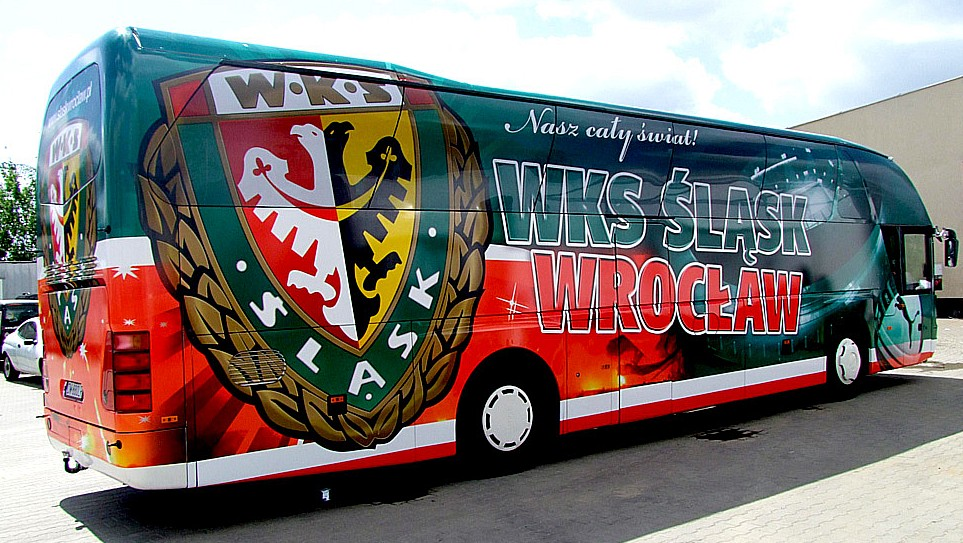
L'autobus della squadra

### Competizioni nazionali
- Campionato polacco: 2

1976-1977, 2011-2012
- Coppa di Polonia: 2

1975-1976, 1986-1987
- Supercoppa di Polonia: 2

1987, 2012
- Coppa di Lega polacca: 1

2009
- Campionato polacco di seconda divisione: 3

1963-1964, 1994-1995, 1999-2000

### Altri piazzamenti
- Campionato polacco:

Secondo posto: 1977-1978, 1981-1982, 2010-2011, 2023-2024
Terzo posto: 1974-1975, 2012-2013
- Coppa di Polonia:

Finalista: 2012-2013
Semifinalista: 1992-1993

## Organico

### Rosa 2024-2025
Aggiornata al 5 gennaio 2025.
| N. |                                 | Ruolo | Calciatore          |
| -- | ------------------------------- | ----- | ------------------- |
| 2  | Polonia (bandiera)              | D     | Aleksander Paluszek |
| 4  | Polonia (bandiera)              | D     | Łukasz Bejger       |
| 5  | Bulgaria (bandiera)             | D     | Aleks Petkov        |
| 6  | Polonia (bandiera)              | C     | Szymon Lewkot       |
| 7  | Danimarca (bandiera)            | A     | Kenneth Zohore      |
| 8  | Danimarca (bandiera)            | C     | Patrick Olsen       |
| 11 | Polonia (bandiera)              | C     | Patryk Klimala      |
| 12 | Polonia (bandiera)              | P     | Rafał Leszczyński   |
| 13 | Polonia (bandiera)              | D     | Krzysztof Kurowski  |
| 14 | Polonia (bandiera)              | D     | Michal Wroblewski   |
| 16 | Slovacchia (bandiera)           | C     | Peter Pokorný       |
| 17 | Rep. Ceca (bandiera)            | C     | Petr Schwarz        |
| 19 | Polonia (bandiera)              | D     | Patryk Janasik      |
| 20 | Bosnia ed Erzegovina (bandiera) | C     | Alen Mustafić       |
| 21 | Polonia (bandiera)              | A     | Patryk Szwedzik     |
| 22 | Polonia (bandiera)              | D     | Mateusz Żukowski    |
| 23 | Polonia (bandiera)              | C     | Daniel Łukasik      |
| 24 | Polonia (bandiera)              | C     | Piotr Samiec-Talar  |

| N. |                      | Ruolo | Calciatore          |
| -- | -------------------- | ----- | ------------------- |
| 26 | Turchia (bandiera)   | C     | Burak İnce          |
| 27 | Polonia (bandiera)   | D     | Martin Konczkowski  |
| 28 | Polonia (bandiera)   | C     | Michał Rzuchowski   |
| 29 | Polonia (bandiera)   | C     | Jakub Jezierski     |
| 30 | Polonia (bandiera)   | P     | Bartosz Głogowski   |
| 32 | Polonia (bandiera)   | D     | Mikołaj Tudruj      |
| 33 | Ucraina (bandiera)   | D     | Yehor Matsenko      |
| 34 | Polonia (bandiera)   | D     | Konrad Poprawa      |
| 35 | Polonia (bandiera)   | P     | Kacper Trelowski    |
| 36 | Polonia (bandiera)   | C     | Miłosz Kurowski     |
| 37 | Polonia (bandiera)   | C     | Aleksander Wołczek  |
| 38 | Polonia (bandiera)   | D     | Stanisław Szczyrek  |
| 39 | Polonia (bandiera)   | P     | Mateusz Górski      |
| 66 | Polonia (bandiera)   | D     | Łukasz Gerstenstein |
| 78 | Polonia (bandiera)   | D     | Tommaso Guercio     |
| 87 | Bulgaria (bandiera)  | D     | Simeon Petrov       |
| 90 | Venezuela (bandiera) | C     | Lewuis Peña         |

## Tifoseria
I tifosi dello Śląsk di Breslavia sono considerati tra i più caldi e numerosi della Polonia. Godono, in particolare, di buoni rapporti con la tifoseria del Lechia Gdansk.

## Altre sezioni

### Pallacanestro
La squadra di pallacanestro è la compagine più titolata del paese, avendo vinto 17 trofei, di cui cinque consecutivi dal 1998 al 2002. Gioca nella Dominet Bank Ekstraliga, la massima divisione del basket polacco.
Per ragioni di sponsor è nota come ASCO Śląsk Wrocław. In precedenza si è chiamata: Bergson Śląsk Wrocław, Era Śląsk Wrocław, Deichman Śląsk Wrocław, Idea Śląsk Wrocław, Zepter Idea Śląsk Wrocław, Zepter Śląsk Wrocław, PCS Śląsk Wrocław.

### Pallamano
La squadra di pallamano è anch'essa tra le più titolate del paese, potendo annoverare nel proprio palmarès 15 titoli nazionali (di cui sette consecutivi tra 1972 e 1978) e 7 Coppe di Polonia. Negli ultimi 28-30 anni, comunque, la squadra ha vinto soltanto un campionato nazionale, nel 1997.